# Макдермид, Иан
Иан Макдермид (англ. Ian McDiarmid; произн. /məkˈdɜːrmɨd/, род. 11 августа 1944, Карнусти, Шотландия, Великобритания) — шотландский характерный актёр и режиссёр. Работал также на телевидении и радио. Наиболее известен ролью Императора Палпатина в эпической киносаге «Звёздные войны».

## Ранняя жизнь
Макдермид родился в Карнусти, Шотландия. Впервые он познакомился с театром в пять лет, когда отец взял его на спектакль «Тонни Морган» в театр в городе Данди. В 2004 году Иан сказал: «Это в своём роде заворожило меня, но также и напугало. Все эти огни, весь этот грим. Я сказал себе „Я не знаю что это, но я хочу этого“». Однако, опасаясь неодобрения от своего отца, Макдермид поступил в Сент-Эндрюсский университет, где выучился на магистра психологии. Позже он решил заняться карьерой в театре, и поступил в Королевскую шотландскую академию музыки и драмы в Глазго. В 1968 году Иан получил золотую медаль — первое из многих признаний за его работу в театре. Макдермид сказал, что стал её получателем «за выполнение всей скучной работы, которую ты должен делать молодым, чтобы влачить своё существование».

## Театр
Макдермид знаменит своей работой в британском театре, получив широкое признание и как актёр и как режиссёр. Он играл в таких пьесах Шекспира как «Гамлет» (1972), «Буря» (1974, 2000), «Много шума из ничего» (1976), «Венецианский купец» (1984), и «Король Лир» (2005). Будучи в Театре Алмейда, режиссировал постановки «Venice Preserv’d» (1986) и «Ипполит» (1991).
Также сыграл роль Иванова в пьесе «Every Good Boy Deserves Favour» Тома Стоппарда, в театре «Русалка» в 1978 году.
С 1990 до 2001 года Макдермид и Джонатан Кент работали художественными руководителями театра Алмейда, расположенном в Ислингтоне, Лондон. В 1998 году они вместе получили специальную награду газеты Evening Standard за театральные достижения года. Их работа была отмечена чередой весьма успешных спектаклей с участием таких актёров, как Кевин Спейси и Рэйф Файнс.

## Звёздные войны

Макдермид в роли сенатора Палпатина в фильме «Звёздные войны. Эпизод I: Скрытая угроза»

Хотя Макдермид считает себя в первую очередь театральным актёром, он также с удовольствием работает в кино. После незначительной роли в фильме «Убийца дракона», Джордж Лукас пригласил Макдермида, которому тогда не было и 40 лет, сняться в фильме «Звёздные войны. Эпизод VI: Возвращение джедая» в роли императора Палпатина, главного злодея. Через 16 лет после появления в «Возвращении джедая», Макдермид вновь сыграл роль Палпатина в трилогии-приквеле саги, но представленную в двух ипостасях. Играя Дарта Сидиуса, альтер эго канцлера, он воссоздал свою дьявольскую интерпретацию Палпатина из Возвращения джедая. Второй ипостасью стал обаятельный персонаж публичного образа Палпатина. Хотя ранее Макдермид получил мало внимания за данную роль из-за того, что в ней он был малоузнаваем, он всё же обрел широкое внимание и признание критиков за более значительную роль в приквелах. Своё возвращение к роли, спустя долгое время, Макдермид связывает с возможностью сыграть персонажа куда более молодым, чем ранее.
В переиздании фильма «Звёздные войны. Эпизод V: Империя наносит ответный удар» короткая сцена между Дартом Вейдером и императором Палпатином была обновлена, чтобы император в данной сцене предстал с внешностью Макдермида. В ранней версии фильма Император был озвучен Клайвом Ревиллом, а сыгран Элейн Бейкер, заменённой на Марджори Итон в финальном монтаже.
Через четырнадцать лет в 2019 году Макдермид вернулся к роли Палпатина в фильме «Звёздные войны: Скайуокер. Восход», девятом и последнем эпизоде Саги Скайуокеров.
Помимо кинематографического мира саги, Макдермид также работал с расширенной вселенной «Звёздных войн», озвучив Палпатина в видеоигре LEGO Star Wars: The Video Game и её сиквеле LEGO Star Wars II: The Original Trilogy, и в игровых версиях фильмов «Империя наносит ответный удар» и «Возвращения джедая»: Super Star Wars: The Empire Strikes Back, Super Star Wars: Return of the Jedi, и наконец, в Star Wars Battlefront: Elite Squadron. Также предоставил свой архивированный голос для фан-фильма Contract of Evil.

## Телевидение и радио
Первой ролью Макдермида на телевидении была роль Микки Гамильтона, киллера, помешанного на отмщении смерти своих жены и ребёнка, в телесериале «Профессионалы» на телеканале Granada Television. Также сыграл роль детектива Порфирия Петровича в телеэкранизации 2002 года каналом BBC адаптации «Преступления и наказания» Федора Достоевского. Сыграл роль психопата Хьюго Деври в одном из эпизодов телесериала Инспектор Морс. В 2003 году Макдермид сыграл роль Эдварда Хайда в телесерии BBC «Последний король».
В 2005 году он сыграл роль Сатаны в радиопостановке каналом BBC Four поэмы «Потерянный рай», которая состояла из 41 частей, и была позже повторена на BBC Radio 7. Недавно сыграл роль писателя и создателя дела полицейских Генри Филдинга в исторической драме «City of Vice», и роль Дениса Тэтчера в кинофильме «Маргарет».
В 2009 году сыграл в роли Ле Клерка, шефа разведки, в радиопостановке BBC Radio книги «Война в Зазеркалье» Джона Ле Карре.

## Фильмография

### Кинофильмы
| Год  | Фильм                                                                        | Роль                                                |
| ---- | ---------------------------------------------------------------------------- | --------------------------------------------------- |
| 1976 | The Likely Lads                                                              | Викарь                                              |
| 1980 | Сэр Генри с Равилсон Энд                                                     | Рег Смитон                                          |
| 1980 | Любовницы Ричарда                                                            | грабитель                                           |
| 1980 | Воскрешение из мёртвых                                                       | Доктор Рихтер                                       |
| 1981 | Убийца дракона                                                               | Брат Якобс                                          |
| 1983 | Звёздные войны. Эпизод VI: Возвращение джедая                                | Император Палпатин / Дарт Сидиус                    |
| 1983 | Парк Горького                                                                | профессор Андреев                                   |
| 1988 | Отпетые мошенники                                                            | Артур                                               |
| 1995 | Королевская милость                                                          | Амброз                                              |
| 1999 | Звёздные войны. Эпизод I: Скрытая угроза                                     | Сенатор, Верховный Канцлер Палпатин / Дарт Сидиус   |
| 1999 | Сонная Лощина                                                                | доктор Томас Ланкастер                              |
| 2002 | Звёздные войны. Эпизод II: Атака клонов                                      | Верховный Канцлер Палпатин / Дарт Сидиус            |
| 2004 | Звёздные войны. Эпизод V: Империя наносит ответный удар (переиздание на DVD) | Император Палпатин / Дарт Сидиус                    |
| 2005 | Звёздные войны. Эпизод III: Месть ситхов                                     | Верховный Канцлер, Император Палпатин / Дарт Сидиус |
| 2009 | Маргарет Тэтчер                                                              | Денис Тэтчер                                        |
| 2015 | Звёздные войны: Пробуждение силы (архивная запись)                           | Император Палпатин / Дарт Сидиус (голос)            |
| 2016 | Затерянный город Z                                                           | сэр Джордж Голди                                    |
| 2019 | Звёздные войны: Скайуокер. Восход                                            | Император Палпатин / Дарт Сидиус                    |

### Телевидение
| Год  | Фильм                                     | Роль                               |
| ---- | ----------------------------------------- | ---------------------------------- |
| 1979 | Безумие Мики Гамильтона                   | Мики Гамильтон                     |
| 1979 | Макбет                                    | Ross & the Porter                  |
| 1983 | Здоровье нации                            | доктор Вернон Давис                |
| 1988 | Современный Мир: Десять великих писателей | Фёдор Михайлович Достоевский       |
| 1990 | Инспектор Морс                            | Хьюго Деври                        |
| 1991 | Чернобыль: Последнее предупреждение       | доктор Василенко                   |
| 1993 | Хроники молодого Индианы Джонса           | профессор Леви                     |
| 1993 | Выбранные выходы                          | George Devine                      |
| 1993 | Сердце тьмы                               | доктор                             |
| 1995 | Энни: Королевское приключение             | доктор Илай Эон                    |
| 1996 | Караоке                                   | Оливер Морзе                       |
| 1996 | Холодный Лазарь                           | Оливер Морзе                       |
| 1996 | Хиллсборо / Hillsborough                  | доктор Поппер                      |
| 1997 | Ребекка                                   | Коронер                            |
| 1997 | Неподходящая работа для женщины           | Рональд Каллендер                  |
| 1999 | Большие надежды                           | Джеггерс                           |
| 1999 | Вся королевская рать                      | преподобный Эдвардс Пиррпойнт      |
| 2002 | Преступление и наказание                  | Порфирий Петрович                  |
| 2003 | Последний король                          | Эдуард Хайд, первый граф Кларендон |
| 2004 | Призраки                                  | профессор Фред Робертс             |
| 2005 | Our Hidden Lives                          | B Charles                          |
| 2005 | Елизавета I                               | Лорд Берли                         |
| 2009 | Маргарет                                  | Денис Тэтчер                       |
| 2018 | Британия                                  | король Пелленор                    |
| 2018 | Звёздные войны: Повстанцы (мультсериал)   | Император Палпатин / Дарт Сидиус   |
| 2022 | Оби-Ван Кеноби                            | Император Палпатин / Дарт Сидиус   |

### Видеоигры
| Год  | Видеоигра                                | Роль                             | Примечание   |
| ---- | ---------------------------------------- | -------------------------------- | ------------ |
| 1993 | Super Star Wars: The Empire Strikes Back | Император Палпатин / Дарт Сидиус | (озвучка)    |
| 1994 | Super Star Wars: Return of the Jedi      | Император Палпатин / Дарт Сидиус | (озвучка)    |
| 2005 | LEGO Star Wars: The Video Game           | Император Палпатин / Дарт Сидиус | (озвучка)    |
| 2006 | LEGO Star Wars II: The Original Trilogy  | Император Палпатин / Дарт Сидиус | (озвучка)    |
| 2007 | Star Wars Battlefront: Renegade Squadron | Император Палпатин / Дарт Сидиус | (CGI модель) |
| 2008 | Star Wars: The Force Unleashed           | Император Палпатин / Дарт Сидиус | (CGI модель) |
| 2010 | Star Wars Battlefront: Elite Squadron    | Император Палпатин / Дарт Сидиус | (озвучка)    |